# Anne Evans
Dame Anne Evans, DBE es una soprano británica nacida el 20 de agosto de 1941 en Londres conocida por sus interpretaciones del repertorio wagneriano. 
Debutó en Ginebra en 1967 y en la English National Opera como Fiordiligi de Cosí fan tutte de Mozart. Añadió a su repertorio Tosca, la Condesa Almaviva, Elsa y Senta. Con Brunilda de El anillo del nibelungo de Wagner en el Festival de Bayreuth entre 1989 y 1992 en la producción de Harry Kupfer dirigido por Daniel Barenboim alcanzó notoriedad internacional. Cantó asimismo Isolda con notable repercusión, la Mariscala de El caballero de la rosa, Crysotemis de Electra, Siglinda y Leonora en Fidelio.
En el Teatro Colón de Buenos Aires cantó Elsa de Lohengrin en 1991 y la Brunilda de Siegfried en 1997.
Condecorada Dama del Imperio Británico en 2000 se retiró en el 2003.